# Koedijk

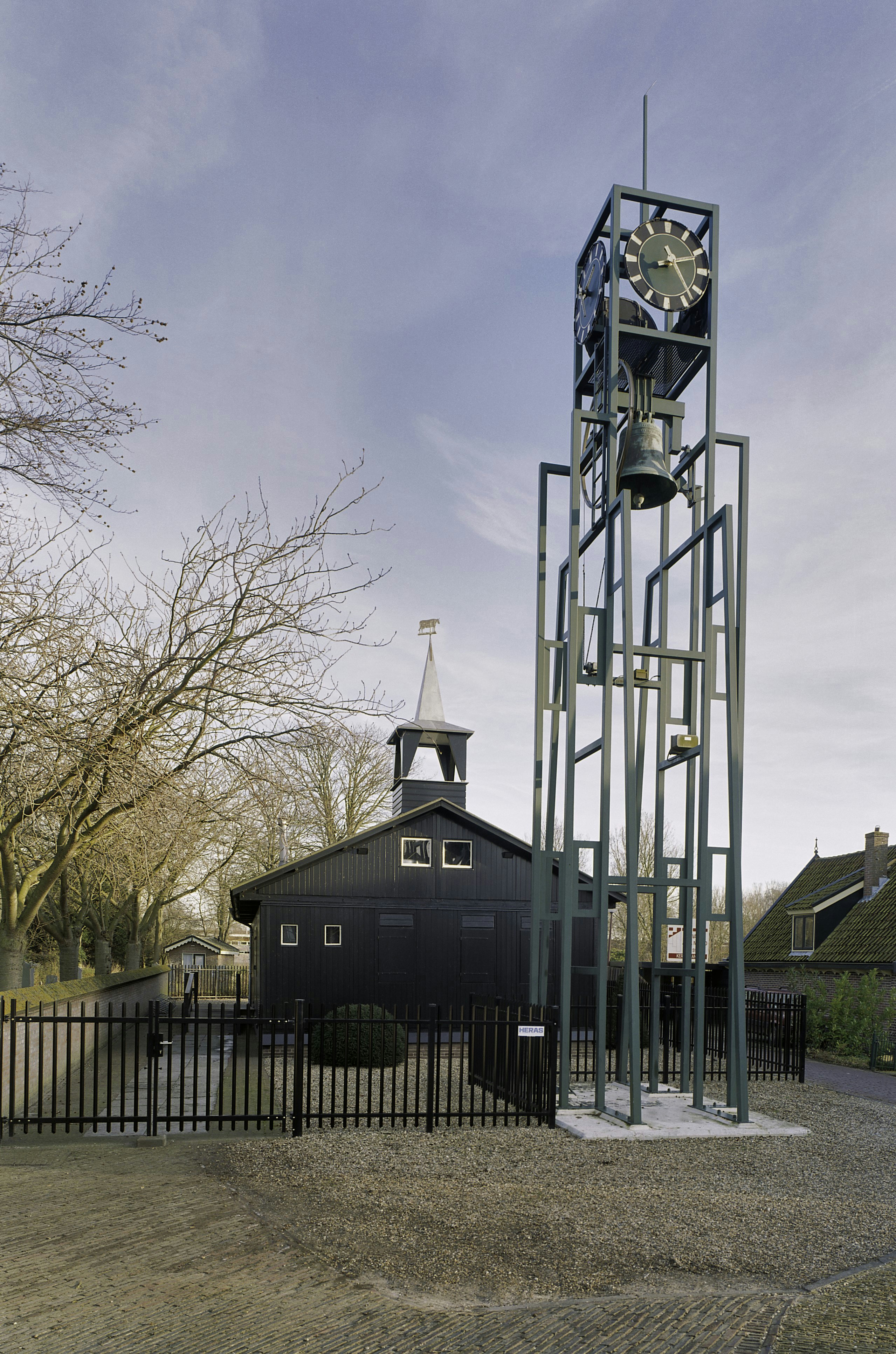
Koedijk: la Hervormde Kerk

Koedijk  (Koedaik nel dialetto locale)  è un villaggio (dorp) di circa 2 500 abitanti del nord-ovest dei Paesi Bassi, facente parte della provincia dell'Olanda Settentrionale (Noord-Holland) e situato nella regione della Frisia Occidentale. Ex-comune indipendente (fino al 1972), il suo territorio  stato incluso in gran parte nella municipalità di Alkmaar e in piccola parte nella municipalità di Dijk en Waard.

## Geografia fisica
Koedijk si trova nella parte settentrionale del comune di Alkmaar, a sud-ovest del lago Zomerdel e a pochi chilometri ad ovest di Sint Pancras.

## Origini del nome
Il toponimo Koedijk, attestato anticamente come Coedyc e Coedyk (1323), Coedijc (1343), Codijc (1395) e Koedijc (1513),  è formato dal termine dijk, "diga" e probabilmente dal termine koe, che significa "mucca". Secondo un'altra ipotesi, non accertata, la prima parte del toponimo sarebbe invece da interdersi come una variante del termine koog, che indica un terreno sull'acqua.

## Storia

### Dalle origini ai giorni nostri
Agli inizi del XVI secolo, venne eretta una chiesa in loco, che è stata demolita nel 1948.

### Simboli
Nello stemma di Koedijk è raffigurata una clessidra di colore giallo su sfondo blu.

## Monumenti e luoghi d'interesse
Koedijk vanta 19 edifici classificati come gemeentelijk monument.

### Architetture religiose

#### Hervormde Kerk
Principale edificio religioso di Koedijk è la Hervormde Kerk ("chiesa protestante"), una chiesetta in legno che si trova sulla Kerklaan e che venne trasferita in loco nel 1947 da Wieringwerf per sostituire la chiesa omonima preesistente che sarebbe stata demolita l'anno seguente. Questa chiesa era stata precedentemente donata alla popolozione di Wieringwerf dalla Svizzera al termine della seconda guerra mondiale.

### Architetture civili

#### Sluismolen
Altro edificio d'interesse di Koedijk è lo Sluismolen, un mulino a vento eretto nel 1575 e ricostruito nel 2002.

#### Mulino "De Gouden Engel"
Altro mulino a vento visibile a Koedijk è "De Gouden Engel":  non si tratta di un edificio storico, bensì di un mulino realizzato nel giugno del 2009 da una fondazione nel luogo dove si ergeva un mulino in seguito demolito.

## Società

### Evoluzione demografica
Al censimento del 2022, Koedijk contava una popolazione pari a 2 410 unità.
La popolazione al di sotto dei 16 anni era pari a 350 unità, mentre la popolazione dai 65 anni in su era pari a 600 unità.
La località ha conosciuto un progressivo decremento demografico a partire dal 2017, quando contava 2 570 abitanti.

## Sport
A Koedijk ha sede l'SV Koedijk, società polisportiva con calcio e pallamano fondata nel 1930.